# Munteni-Buzău
Munteni-Buzău é uma comuna romena localizada no distrito de Ialomiţa, na região de Muntênia. A comuna possui uma área de 51.00 km² e sua população era de 3669 habitantes segundo o censo de 2007.